# Adesmia viscosa
Adesmia viscosa är en ärtväxtart som beskrevs av William Jackson Hooker och George Arnott Walker Arnott. Adesmia viscosa ingår i släktet Adesmia och familjen ärtväxter. Inga underarter finns listade i Catalogue of Life.